# 藤井美波
藤井美波（5月24日—）是日本的女性聲優，京都府出身。ARTSVISION所屬。

## 人物
曾經就讀AMUSEMENT MEDIA綜合學院與日本播音演技研究所。

## 演出作品
※粗體字為主要角色。

### 電視動畫
2011年
- 少年同盟（男孩子1、麗莎）

2013年
- 鋼彈創鬥者（矢坂真生[2]）

2014年
- selector infected WIXOSS（女學生）
- 神奇寶貝XY（多羅巴）

2018年
- 我家的烏丘帕斯（オッペケペー）
- 京都寺町三條商店街的福爾摩斯（川瀨圭子）

### 劇場動畫
2005年
- 玻璃兔（女學生）

### 網路動畫
2017年
- 鋼彈創鬥者 GM的逆襲（矢坂真生）

### 遊戲
2007年
- 魂之搖籃 侵蝕世界者（琵奈）

2009年
- Puzzle -我們的48小時戰爭-（神田仁美）
- Final Fantasy XIII
- Wonder King

2011年
- 太鼓達人Wii 決定版（フウガ、ミライ、アラシ）

2013年
- Shadow of Eclipse（莉莉艾）
- 輪轉惡魔（巴風特、帕帕）

2011年
- 妖怪百姬！（白虎[3]、狐火[4]、朱雀[5]）
- 戰國X（恭雲院）
- 妖女大戰

2015年
- KALEIDO EVE
- 封印勇者！瑪恩島與空之迷宮（海倫[6]、泰德莉[7]、西斯卡[8]）

2016年
- 徽章戰士女孩任務（坂田理子）

2019年
- 機動戰士鋼彈 極限 VS. 2（矢坂真生）

### 廣播節目
- 岩田光央、鈴村健一 Sweet Ignition（助理主持）

#### 廣播連續劇
- 青春冒險 江戶川亂步作「黑蜥蜴」（岩瀨早苗、櫻山葉子）‐ NHK-FM 2009年5月11日－15日

### 實際演出
- （NHKE頻道，2014年3月17日）[9]
- 二宮先生（日本電視台，2014年9月14日）…悲傷排名「聲音可愛但外表遺憾」第2位

## 外部連結
- 事務所官方簡歷 （页面存档备份，存于）（日語）
- 藤井美波的X（前Twitter）（日語）
- NHK藤井美波介紹（日語）